# Петраускас Сергій Сігітасович
Сергі́й Сігі́тасович Петра́ускас (18 грудня 1977 року, Ічня, Чернігівська область — 22 лютого 2021 року, м. Авдіївка, Донецька область) — старший солдат 72-ї окремої механізованої бригади імені Чорних Запорожців Збройних сил України, учасник російсько-української війни.

## Із життєпису
Батько — литовець, мати — з Ростова-на-Дону. У 1994 році закінчив середню школу № 1 ім. Степана Васильченка в Ічні. Строкову службу проходив у Національній гвардії, в містах Харків, Чугуїв, Дніпропетровськ, Павлоград. Після завершення служби працював автоелектриком в Ічнянському АТП, згодом — у Києві: 4 роки пожежником та столяром на будові. Був учасником двох Майданів: Помаранчевої революції та Революції гідності, член Всеукраїнського об'єднання «Майдан».
У березні 2014 року мобілізований, служив у 2-му взводі 6-ї роти 2-го батальйону 1-ї окремої танкової бригади. Навчання проходив під Миргородом.
Учасник Антитерористичної операції на сході України та Операції об'єднаних сил на території Луганської та Донецької областей з 2014 року, учасник боїв за Луганський аеропорт, Авдіївку, на Світлодарській дузі. У цій же бригаді, спочатку сапером, пізніше розвідником, служив і молодший брат Олександр, який пішов воювати добровольцем.
Після фронту Сергій служив за контрактом у Ічнянському райвійськкоматі, в жовтні 2020 року уклав контракт із 72-ю окремою бригадою.
Загинув 22 лютого 2021 року поблизу шахти «Бутівка» під час ворожого обстрілу позицій Збройних сил.
Похований 25 лютого, на міському цвинтарі Ічні, поруч з батьком. Залишилися мати, дружина, дві доньки та син.

## Нагороди
- Указом Президента України № 149/2021 від 7 квітня 2021 року «за особисту мужність і самовіддані дії, виявлені у захисті державного суверенітету та територіальної цілісності України» — нагороджений орденом «За мужність» III ступеня (посмертно)[1].

## Вшанування пам'яті
- У місті Ічня вулицю Трудову перейменували на вулицю Сергія Петраускаса[2].